# Obelisco de Teodósio
O Obelisco de Teodósio (em turco: Dikilitas) é um obelisco do Antigo Egito mandado construir pelo faraó Tutemés III que no século IV d.C. foi levado para Constantinopla (atual Istambul, Turquia) e colocado no Hipódromo, no que é hoje a Praça Sultanahmet, pelo imperador romano Teodósio I.

## História
O obelisco foi erigido por Tutemés III (r. 1479–1425 a.C.) a sul do sétimo pilone do grande Templo de Carnaque, no que é hoje a cidade egípcia de Luxor. Em 357 d.C., o imperador romano Constâncio II (r. 337–361) mandou transportar o obelisco e um outro ao longo do rio Nilo para Alexandria, para comemorar a sua ventenália (ventennalia; 20 anos no trono). O outro obelisco foi erigido na spina do Circo Máximo, em Roma, no outono do mesmo ano e é atualmente conhecido como Obelisco Lateranense. O chamado Obelisco de Teodósio permaneceu em Alexandria até 390, quando Teodósio I (r. 378–395) o mandou levar para Constantinopla para ser colocado na spina do hipódromo daquela cidade.

## Descrição

### Obelisco
O obelisco propriamente dito é feito de granito vermelho de Assuão e originalmente tinha 30 metros de altura, como o Obelisco Lateranense. A parte inferior foi danificada na Antiguidade, provavelmente durante o transporte ou quando foi reerigido, pelo que o obelisco tem atualmente apenas 18,54 m (19,6 m segundo outras fontes), ou 25,6 m se for incluída a base. Entre os quatro cantos e o pedestal encontram-se quatro cubos de bronze, usados no transporte e na recolocação. Cada uma das quatro faces tem uma linha vertical de inscrições, que celebram a vitória de Tutemés III nas margens do rio Eufrates em 1 450 a.C.

### Pedestal

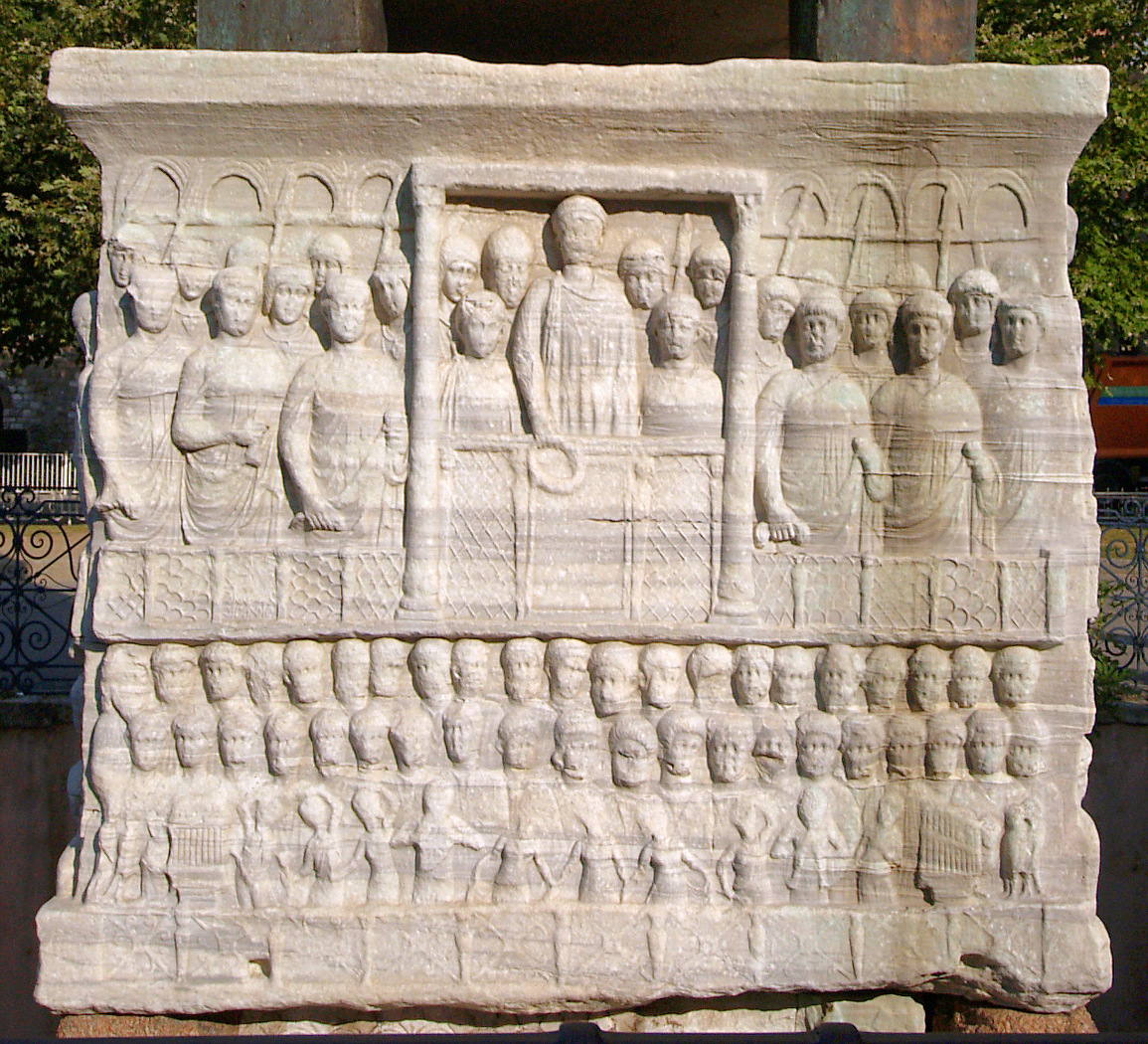
Face oriental do pedestal, mostrando Teodósio oferecendo a coroa da vitória ao vencedor das corridas de bigas; no canto inferior direito pode ver-se um um hidraulo (órgão hidráulico) de Ctesíbio.

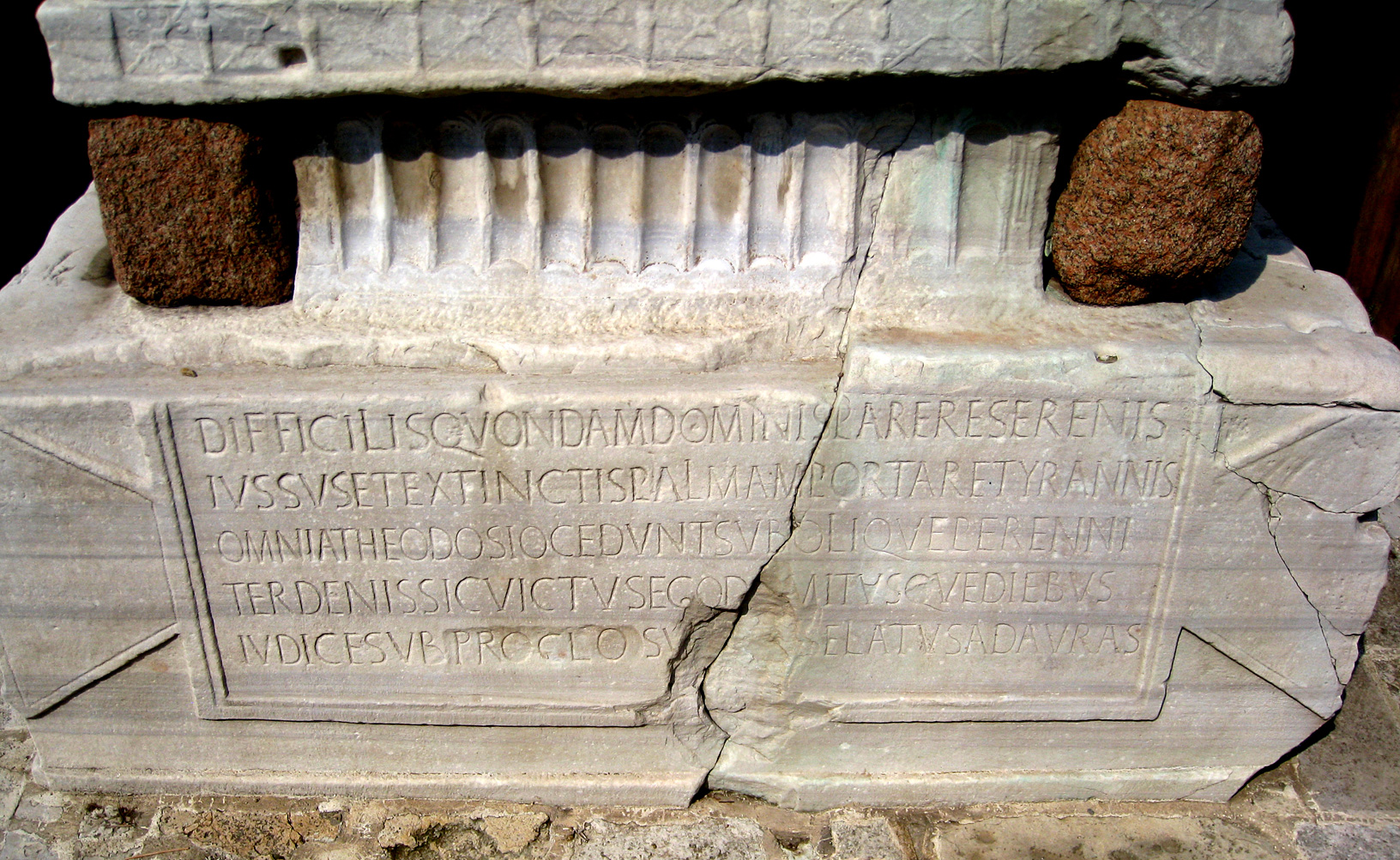
Inscrição em latim na face oridental do pedestal

O obelisco assenta sobre um pedestal de mármore com baixos relevos datados de quando o obelisco foi erguido em Constantinopla. Numa das faces, Teodósio é representado oferecendo a coroa da vitória ao vencedor das corridas de bigas; a cena é emoldurada com colunas e arcos coríntios, com espectadores alegres, músicos e e dançarinos que assistem à cerimónia. No parte  inferior direita desse baixo relevo encontra-se um hidraulo (órgão hidráulico) de Ctesíbio; na parte esquerda encontra-se representado outro instrumento musical.
Há vestígios claros de grandes estragos no pedestal e restauros. Nos cantos do fundo do pedestal há cubos de pórfiro em substituição de peças desaparecidas, os quais assentam sobre os cubos de bronze acima referidos; os cubos de bronze e pórfiro têm formas idênticas. Numa das faces há um corte que faz supor a passagem de uma canalização. As reparações na base podem estar relacionadas com a rachas causadas por um qualquer acidente grave, possivelmente um terramoto ocorrido em data incerta da Antiguidade.

### Inscrições
A face leste do pedestal ostenta uma inscrição com cinco hexâmetros em latim. A inscrição está ligeiramente partida no fundo, mas foi  transcrita na totalidade por viajantes do século XVI:
| “ | DIFFICILIS QVONDAM DOMINIS PARERE SERENIS IVSSVS ET EXTINCTIS PALMAM PORTARE TYRANNIS OMNIA THEODOSIO CEDVNT SVBOLIQVE PERENNI TER DENIS SIC VICTVS EGO DOMITVSQVE DIEBVS IVDICE SVB PROCLO SVPERAS ELATVS AD AVRAS | ” |

Tradução
| “ | Embora no passado tenha oposto resistência, um homem ordenou-me que obedecesse aos mestres serenos e que carregasse as suas palmas, uma vez que os tiranos tivessem sido derrubados. Todas as coisas se rendem a Teodósio e aos seus descendentes eternos. Isto é verdade também para mim - fui dominado e superado por três vezes em dez dias e levantado até ao cimo dos ventos, sob o governador Próculo. | ” |

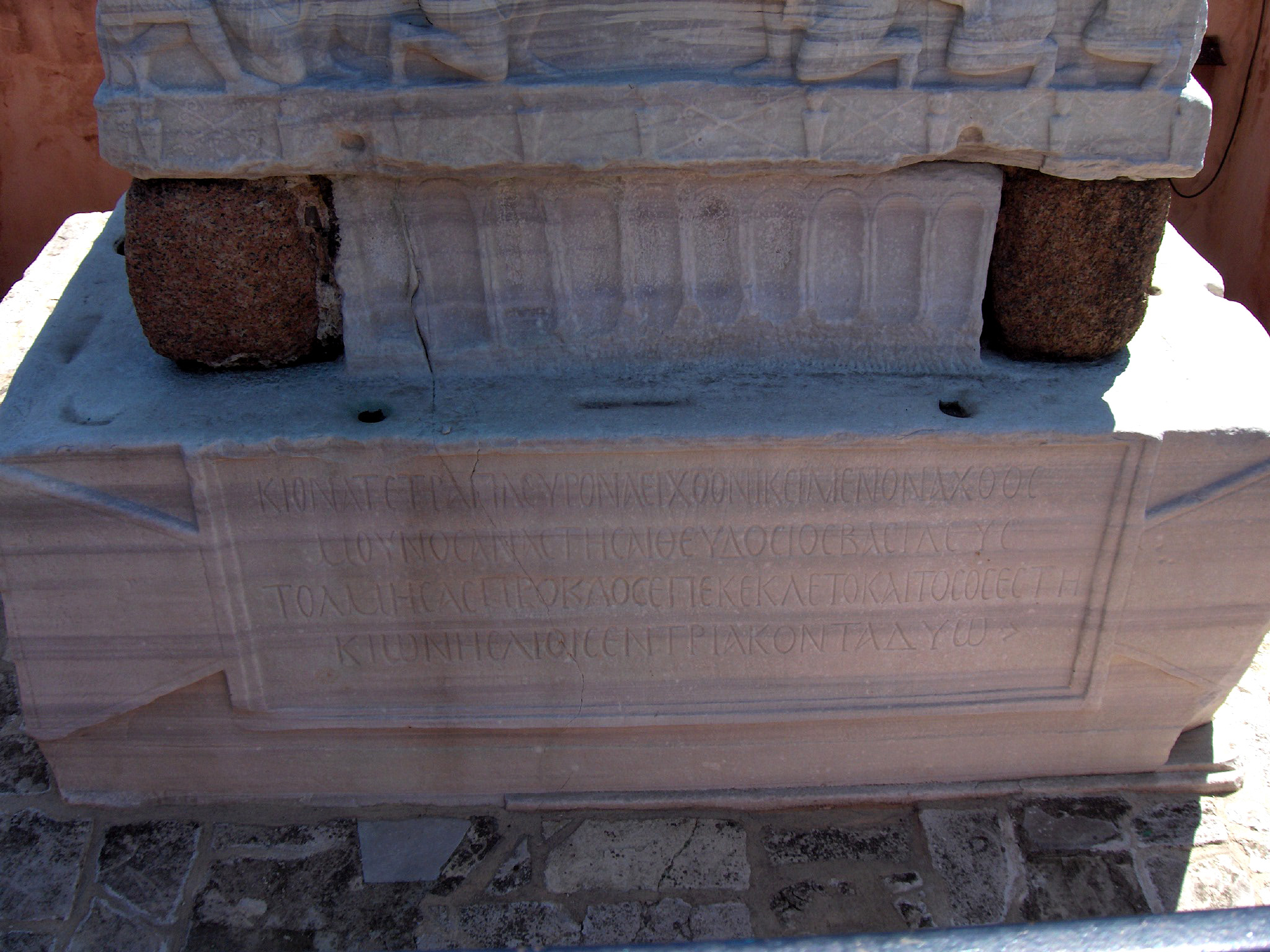
Inscrição em grego na face ocidental do pedestal

Na face oeste, a mesma ideia é repetida em dois dísticos elegíacos escritos em grego bizantino, embora aqui seja relatado que a colocação do obelisco demorou 32 dias:
| “ | KIONA TETPAΠΛEYPON AEI XΘONI KEIMENON AXΘOC MOYNOC ANACTHCAI ΘEYΔOCIOC BACIΛEYC TOΛMHCAC ΠPOKΛOC EΠEKEKΛETO KAI TOCOC ECTH KIΩN HEΛIOIC EN TPIAKONTA ΔYO | ” |

Tradução
| “ | Esta coluna com quatro que jazia na terra, só o imperador Teodósio se atreveu a erguê-la de novo; Proclos foi convidado para executar a sua ordem; e esta grande coluna foi erguida em 32 dias. | ” |